# 拉特蘭冰原島峰
81°36′S 156°8′E / 81.600°S 156.133°E
拉特蘭冰原島峰（英語：Rutland Nunatak）是南極洲的冰原島峰，位於奧次地，處於維爾霍伊特冰原島峰東北面18公里，屬於邱吉爾山脈的一部分，海拔高度2,070米，現時由南極條約體系管理。